# Kálnoki Izidor
Kálnoki Izidor, születési és 1885-ig használt nevén Kaufmann Izidor  (Sümeg, 1863. november 10. – Budapest, Terézváros, 1930. november 28.) magyar újságíró, író, műfordító.

## Élete
Kaufmann József és Alt Róza fia. Testvére Kálnoki Henrik (1858–1925) újságíró, közgazdasági szakíró volt. Középiskoláit Budapesten végezte, s bár a budapesti Műegyetemen szerzett diplomát, mégis újságíró lett. 1885-ben az Egyetértés, később a Magyar Hírlap munkatársaként tevékenykedett, majd a Pesti Napló helyettes szerkesztőjének tették meg. Az 1890-es években ezredéves kiállítás sajtóosztályának vezetője volt, az Új Idők segédszerkesztője (1896 áprilisáig) és a Magyar Szalon főmunkatársa és szerkesztője (1896. augusztus–december, Hevesi Józseffel). 1897. április 3-tól a Vasutasok Lapját is szerkesztette, 1925-ben főmunkatársa lett Az Újság című lapnak. Halálát epehólyagrák és szívizom-elfajulás okozta.
Makszim Gorkij Éjjeli menedékhely című művét ő ültette át először magyarra (1903).
A Kozma utcai izraelita temetőben (5-11-11) helyezték végső nyugalomra.

## Álnevei és jegyei
Vulpes, Verus, K. I. és -i -r. a szépirodalmi napilapokban.

## Fő művei
- Rossz emberek (Budapest, 1894)
- Az ördög bibliája. Egy kártyakirály tanításai; Singer-Wolfner, Bp., 1905 (Modern magyar könyvtár)
- A bacc-asztal mellől; Schenk, Bp., 1908 (Mozgó könyvtár)
- A helyi vonat; Schenk, Bp., 1911 (Mozgó könyvtár)
- Éjszakai kóborlások; Schenk, Bp., 1911 (Mozgó könyvtár)
- Apa és fia (elbeszélések, Budapest, 1911) MEK
- Veronkáék szerencséje (regény, Budapest, 1911) MEK
- Apró komédiák (színművek, Budapest, 1912) MEK
- Igen Czenczi (regény, Budapest, 1912) MEK
- Füst és hamu; Athenaeum, Bp., 1913 (Modern könyvtár)
- Az Újság (karcolatok, 1913)
- Háborús tréfák; Athenaeum, Bp., 1915 (Modern könyvtár)
- Újságíró-iskola; Athenaeum, Bp., 1916 (Modern könyvtár)
- Klárika doktor (regény, 1917) MEK
- Az áldott lelkű Márta asszony (1917) MEK
- A kapitány meséi (1919) MEK
- Dionysos füle (regény, 1920) MEK
- Újságíró-iskola; Maxim, Szeged, 2003 (Gradus klasszikusok)
- Füst és hamu. Levéltöredékek a dohányról és a dohányzókról; Tóth Béla felvezető novellájával, Ambrus Zoltán "Naplójával"; Eri, Bp., 2008